# 멘토 그래픽스
지멘스일렉트로닉디자인오토메이션(이하 지멘스EDA)은 지멘스 디지털 인더스트리 소프트웨어(Siemens Digital Industries Software)의 부문으로, 전자 설계 자동화(EDA-Electronic Design Automation) 소프트웨어 및 하드웨어 분야의 선두 기업이다. 1981년에 설립되어 미국 윌슨빌에 본사를 두고 있으며, 전세계 약 4,000명의 직원이 근무하고 있는 다국적 기업이다. 옛 명칭은 멘토 그래픽스(Mentor Graphics)였으며, 2017년에 지멘스에 인수되어 멘토, 지멘스 비즈니스(Mentor, a Siemens Business) 로 명칭을 바꾸었다가, 지멘스가 인수한 다른 소프트웨어 사업부 몇 개와 통합하여 2021년 현재의 명칭인 지멘스 EDA(Siemens EDA)로 바꾸었다.

지멘스 EDA는 검증된 소프트웨어 툴과 업계 최고의 기술을 제공하여 설계 및 시스템 레벨 확장의 과제를 해결함으로써 진보된 다음 단계의 기술 노드로 전환할 때 보다 예측 가능한 결과를 제공한다. 실리콘 라이프사이클을 관리하는 클로즈드 루프 디지털 트윈을 통해 칩, 보드, 전기 및 전자 시스템을 위한 설계, 제조 및 클라우드 간에 데이터가 자유롭게 이동할 수 있다. 지멘스 EDA는 개방성과 산업 제휴를 통해 EDA와 전자 에코시스템에 걸쳐 협업과 상호운용성을 높이는 데 주력하고 있다. -Siemens is where EDA meets tomorrow.

## 같이 보기
- Nucleus RTOS